# Paleografie
Paleografia (din limba greacă: παλαιοσ – palaios = vechi și γραφειν – grafein = a scrie) este știința care se ocupă cu studierea manuscriselor vechi, indiferent de limba folosită (limba greacă veche, limba latină clasică sau medievală, etc.) cu datarea și stabilirea autenticității acestora.
Ca știință, paleografia își datorează existența necinstei călugărilor și teologilor, căci ea a apărut din necesitatea de a verifica autenticitatea documentelor și manuscriselor citate în controversele bisericești, în ultima parte a secolului al XVII-lea. Creditul pentru înființarea disciplinei le revine benedictinilor francezi din congregația de St. Maur, și în special celor 2 erudiți, anume Jean Mabillon, a cărui lucrare De Re Diplomatica, pune în 1681 pe teren solid studiul documentelor și al caracterelor latine vechi, și Bernard de Montfaucon, care a publicat, în 1708, Paleografia Graeca. 

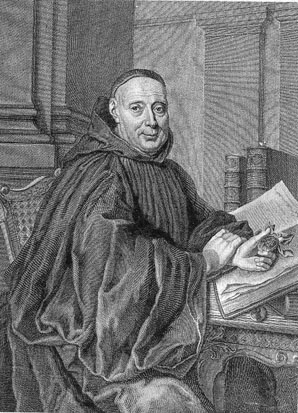
Bernard de Montfaucon, întemeietorul paleografiei

Creatorul paleografiei este considerat a fi Bernard de Montfaucon (1655-1741). În lucrarea sa, devenită celebră, Paleografia graeca, el publica și un repertoriu al bibliotecilor contemporane lui care dețineau manuscrise grecești, indicând numărul și proveniența lor. 
Paleografia are o parte teoretică, legată de istoria scrisului, tipurile de scriere, materiale de scris, suporturi pentru scris etc. și o parte practică, referitoare la tehnica, respectiv tehnicile, descifrării scrisului. 
Paleografia studiază cărțile manuscrise, fie în formă de sul, fie codice, care au fost scrise cu stilul, condeiul și pana pe table de lemn cerat, pe papirus, pe pergament sau pe hârtie. Ca rezultat, paleografia furnizează informații privind materialele pe care s-au scris în timp izvoarele paleografice, instrumentele de scris, precum și evoluția grafemelor (a literelor), oferind și date pe baza cărora se pot identifica originalele și copiile și, în unele cazuri, se pot sesiza falsurile. 
Paleografia, ca disciplină prealabilă a filologiei, se confruntă cu două categorii de dificultăți:
- 1. Grafia aceleiași scrieri a evoluat în mod constant (carolingiană, gotică, slavonă), și trebuie descifrate caracterele folosite la aceste texte.

- 2. Multe texte abundă în abrevieri, folosite pentru a economisi spațiu, deoarece era nevoie de o piele de oaie pentru fiecare pagină de pergament. Pentru o Biblie, chiar și cu abrevieri, era necesară o întreagă turmă de oi. Prin urmare, un specialist în paleografie (un paleograf) trebuie să cunoască toate abrevierile folosite în epoca scrierii documentului.

Pe baza acestor cunoștințe, paleograful transcrie textul, adică realizează o versiune modernă, în care înlocuiește abrevierile cu cuvintele integrale.

## Paleografia limbii latine
Paleografia documentelor scrise în limba latină a fost în special relevantă în Europa Occidentală, unde latina a jucat un rol mai vast atât ca vernaculară, cât și ca liturgică. În documentele timpurii limba latină s-a folosit de-a lungul istoriei de mai multe alfabete, printre care vechea scriere italică, scrierea cursivă romană, scrierea capitală romană sau cea rustică.